# Ask Father
Ask Father er en amerikansk stumfilm fra 1919 af Hal Roach.

## Medvirkende
- Harold Lloyd
- Bebe Daniels
- Snub Pollard
- Wallace Howe
- Bud Jamison
- Noah Young
- Sammy Brooks
- Marie Mosquini
- James Parrott - Willie
- Harry Burns
- William Gillespie
- Lew Harvey
- Margaret Joslin
- Dorothea Wolbert
- Charles Stevenson